# East Finchley (stacja metra)
East Finchley - naziemna stacja metra londyńskiego położona w dzielnicy Barnet. Leży na trasie jednego z północnych odgałęzień Northern Line. Stacja powstała w 1867 jako część sieci kolejowej. W 1939 przejęło ją metro. W 1944 na peronie stacji urodził się znany amerykański polityk i showman Jerry Springer, którego rodzice przebywali wówczas w Londynie jako bardzo biedni, żydowscy uchodźcy. Obecnie korzysta z niej ok. 5,7 mln pasażerów rocznie. Należy do trzeciej strefy biletowej. 

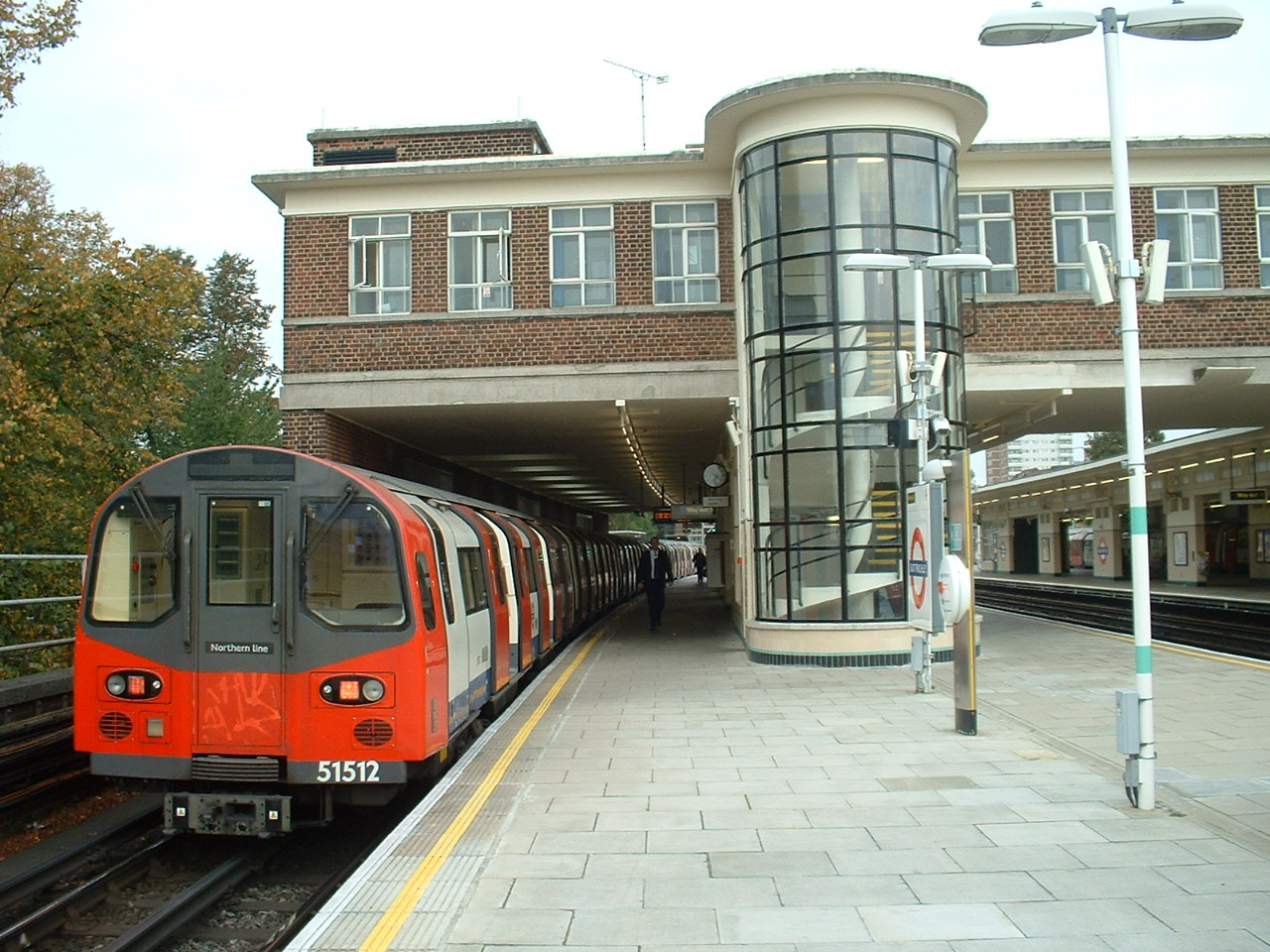
Perony